# Hurel-Dubois HD-10
Le Hurel-Dubois HD-10 est un avion expérimental français qui a volé la première fois le 25 août 1948 pour vérifier les théories de Maurice Hurel sur les ailes à grand allongement. 

## Construction
Il s'agit d'un monoplan monoplace à train tricycle rétractable et à double dérive, doté d'une aile à très grand allongement (32,5:1). Montée au-dessus de l'habitacle fermé de l'avion, elle est renforcée par deux mats obliques reliés aux ailes par quatre haubans verticaux. La construction est entièrement en métal pour les ailes et en tubes métalliques entoilés pour le fuselage. Le bord de fuite de l'aile est entièrement occupé par des volets Fowler puis par des ailerons pouvant également être braqués symétriquement pour améliorer l'hypersustentation. 
Le train rentrant est d'un usage particulièrement compliqué demandant pour chaque roue l'ouverture de la trappe, le déverrouillage de la jambe, la rétraction de la jambe puis la fermeture de la trappe, exercice à renouveler en sens inverse pour la sortie du train. Selon Jacques Nœtinger qui a beaucoup volé sur cet appareil, il fallait deux minutes à un pilote entrainé pour rentrer ou sortir le train et peu des pilotes ayant volé sur ce prototype n'ont pas commis d'erreur dans la procédure.  
Outre Maurice Hurel, l'avion est confié à fort peu de pilotes (Claude Dellys, Max Fischl, Jacques Noettinger, André Moynet et deux pilotes du Centre d'essais en vol). 
Initialement, il est muni d'un moteur en ligne Mathis de 45 ch qui se révéle insuffisant à l'usage et est remplacé par un Praga D de 75 ch.

## Vols
Le premier vol a lieu le 25 août 1948 piloté par Maurice Hurel.
C'est la version 45 ch qui passé au CEV. Ainsi sous-motorisé l'avion a besoin de 600 mètres pour décoller à 100 km/h, la montée se faisant à 110 km/h avec une très faible vitesse verticale (+0.5 m/s) et un pilotage délicat. La remontée du train escamotable manuel et des volets demande quatre minutes à l'issue desquelles le pilotage devient moins compliqué. Les commandes manquent toutefois d'homogénéité. Les ailerons, très efficaces, donnent un excellent taux de roulis.
Remotorisé avec le Praga 75 cv, sa vitesse de croisière frôle les 200 km/h.
Entre le 21 avril et le 5 mai 1952, Jacques Noettinger assure une tournée de présentation de l'avion en Afrique du Nord en 35 heures de vol.
Cet avion vole  218 heures et 27 minutes entre 1948 et 1954 et est aujourd'hui conservé au Musée de l'Air et de l'Espace à Paris.

## Articles liés
- Hurel-Dubois HD-31,
- Hurel-Dubois HD-32,
- Hurel-Dubois HD-321,
- Hurel-Dubois HD-34.